# Риу-дус-Бойс

Риу-дус-Бойс на карте штата.

Риу-дус-Бойс (порт. Rio dos Bois) — муниципалитет в Бразилии, входит в штат Токантинс. Составная часть мезорегиона Западный Токантинс. Входит в экономико-статистический микрорегион Мирасема-ду-Токантинс. Население составляет  2 570 человек на 2010 год. Занимает площадь 845,065 км². Плотность населения — 3,04 чел./км².

## Демография
Согласно сведениям, собранным в ходе переписи 2010 г. Национальным институтом географии и статистики (IBGE), население муниципалитета составляет:
| Полное население                               | Полное население                               | Полное население                               | Полное население                               | 2 570 |
| ---------------------------------------------- | ---------------------------------------------- | ---------------------------------------------- | ---------------------------------------------- | ----- |
| в том числе:                                   | Городское население                            | 1 029                                          | Процент городского населения, %                | 40,04 |
|                                                | Сельское население                             | 1 541                                          | Процент сельского населения, %                 | 59,96 |
|                                                | Мужское население                              | 1 361                                          | Процент мужского населения, %                  | 52,96 |
|                                                | Женское население                              | 1 209                                          | Процент женского населения, %                  | 47,04 |
| Плотность населения, чел/км²                   | Плотность населения, чел/км²                   | Плотность населения, чел/км²                   | Плотность населения, чел/км²                   | 3,04  |
| Население муниципалитета в % к населению штата | Население муниципалитета в % к населению штата | Население муниципалитета в % к населению штата | Население муниципалитета в % к населению штата | 0,19  |

По данным оценки 2016 года население муниципалитета составляет 2 764 жителя.

## Статистика
- Валовой внутренний продукт на 2003 составляет 4.819.240,00 реалов (данные: Бразильский институт географии и статистики).
- Валовой внутренний продукт на душу населения на 2003 составляет 1.872,28 реалов (данные: Бразильский институт географии и статистики).
- Индекс развития человеческого потенциала на 2000 составляет 0,625 (данные: Программа развития ООН).

## Важнейшие населенные пункты
| № | Населённый пункт | Населённый пункт (порт.) | Категория | Население чел. (2010) | На карте                       |
| - | ---------------- | ------------------------ | --------- | --------------------- | ------------------------------ |
| 1 | Риу-дус-Бойс     | Rio dos Bois             | город     | 1 029                 | 9°20′39″ ю. ш. 48°32′12″ з. д. |
| 2 | Паулу-Фрейри     | Paulo Freire             | поселок   | 230                   | 9°21′06″ ю. ш. 48°24′44″ з. д. |